# Kommando Junghans-Werke
 (octobre 2024).
Si vous disposez d'ouvrages ou d'articles de référence ou si vous connaissez des sites web de qualité traitant du thème abordé ici, merci de compléter l'article en donnant les références utiles à sa vérifiabilité et en les liant à la section « Notes et références ».
 (octobre 2024).
Le Kommando Junghans-Werke est une unité de travail du camp de concentration de Neuengamme mise à la disposition de l'entreprise d'horlogerie Junghans qui y gère, à partir de l'été 1942, une fabrique de détonateurs.

## Objectifs
La société Deutsche Messapparate GmbH (Messap), issue de la coopération entre la manufacture horlogère Junghans et le haut commandement de l'armée allemande, est sollicitée pour produire des détonateurs temporisés pour grenades dans le camp de concentration de Neuengamme. 

## Organisation
Le 1er juin 1942, Messap loue un terrain de 2 060 m2 au nord du camp SS, et y construit une usine. 
La Messap et l'entreprise Carl Jastram, qui entretient des moteurs des navires et produit des pièces pour torpilles, installée à proximité, sont regroupées pour former un complexe comprenant des halls de production et des baraquements. L'ensemble est entouré d'une clôture de camp de concentration avec des poteaux courbés caractéristiques. Au nord et à l'ouest, des murs supplémentaires ferment la caserne, créant une cour centrale.
La caserne de montage en bois de l'entreprise Messap est vendue à la maison-mère Junghans, revenue après guerre à sa spécialité horlogère, au début de l'année 1949.